# ATC-kod A06: Laxantia
ATC-kod A06: Laxantia är en del av klassificeringssystemet ATC (Anatomical Therapeutic Chemical Classification System) för läkemedel och vissa andra medicinska produkter. ATC utvecklas av WHO och består av alfanumeriska koder indelade i grupper utifrån anatomi, medicinsk funktion och läkemedelstyp på 5 olika kodnivåer. Denna sida utgör innehållet i en specifik grupp på nivå 2.

## A06A Laxantia

### A06AA Mjukgörande medel
A06AA01 Paraffin
A06AA02 Natriumdokusat
A06AA51 Flytande paraffin, kombinationer

### A06AB Tarmirriterande medel
A06AB01 Oxyfenacetin
A06AB02 Bisakodyl
A06AB03 Dantron
A06AB04 Fenolftalin
A06AB05 Ricinolja
A06AB06 Sennaglykosider
A06AB07 Cascara
A06AB08 Natriumpikosulfat
A06AB09 Bisoxatin
A06AB20 Kombinationer av tarmirriterande medel
A06AB30 Tarmirriterande medel + belladonnaalkaloider
A06AB52 Bisakodyl, kombinationer
A06AB53 Dantron, kombinationer
A06AB56 Sennaglykosider, kombinationer
A06AB57 Sagrada, kombinationer
A06AB58 Natriumpikosulfat, kombinationer

### A06AC Bulkmedel
A06AC01 Ispaghula
A06AC02 Etulos
A06AC03 Sterkuliagummi
A06AC05 Linfrö
A06AC06 Metylcellulosa
A06AC07 Kostfiber
A06AC08 Polykarbofilkalcium
A06AC51 Ispaghula, kombinationer
A06AC53 Sterkuliagummi, kombinationer
A06AC55 Linfrö, kombinationer

### A06AD Osmotiskt aktiva medel
A06AD01 Magnesiumkarbonat
A06AD02 Magnesiumoxid
A06AD03 Magnesiumperoxid
A06AD04 Magnesiumsulfat
A06AD10 Mineralsalter i kombination
A06AD11 Laktulos
A06AD12 Laktitol
A06AD13 Natriumsulfat (glaubersalt)
A06AD14 Pentaeritrityl
A06AD15 Makrogol
A06AD16 Mannitol
A06AD17 Natriumfosfat
A06AD18 Sorbitol
A06AD19 Magnesiumcitrat
A06AD21 Natriumtartrat
A06AD61 Laktulos, kombinationer
A06AD65 Makrogol, kombinationer

### A06AG Klysma
A06AG01 Natriumfosfat
A06AG02 Bisakodyl
A06AG03 Dantron, inkl kombinationer
A06AG04 Glycerol
A06AG06 Olja
A06AG07 Sorbitol
A06AG10 Natriumdokusat inkl kombinationer
A06AG11 Laurylsulfat inkl kombinationer
A06AG20 Kombinationer

### A06AX Övriga medel
A06AX01 Glycerol
A06AX02 Koldioxidutvecklande medel

### Engelska
- WHO Collaborating Centre for Drug Statistics Methodology - ATC Index
- WHO Collaborating Centre for Drug Statistics Methodology - ATCvet Index

### Svenska
- SIL online
- FASS.se - ATC
- FASS.se - Veterinär-ATC
- Sök läkemedelsfakta - Läkemedelsverket
- Socialstyrelsen : Klassifikationer
- Nationellt produktregister för läkemedel - NPL